# Resinator wood
Resinator wood är ett mörkt träkompositmaterial laminerat i flera skikt, vilket används i greppbrädor på gitarrer av märket Hagström. Materialet uppges vara starkare, mer homogent och stabilt än vanliga träslag. Enligt tillverkaren har materialet ungefär samma akustiska egenskaper som ebenholts av god kvalitet, men ger en jämn ton över hela greppbrädan och tar bort ”döda” toner.